# Un sol interior
Un sol interior, títol original en francès Un beau soleil intérieur, és una pel·lícula francesa dirigida per Claire Denis estrenada el 2017. Ha estat doblada al català i emesa per TV3 al 2018.

## Argument
Isabelle, divorciada i artista divorciada amb un fill, busca l'amor veritable, però només va trobant decepcions... Inspirada en l'assaig de Roland Barthes "Fragments d'un discurs amorós".

## Repartiment
- Juliette Binoche: Isabelle
- Xavier Beauvois: Vincent, el banquer
- Philippe Katerine: Mathieu
- Josiane Balasko: Maxime
- Sandrine Dumas: Ariane
- Nicolas Duvauchelle: l'actor
- Alex Descas: Marc, el galerista
- Laurent Grevill: François
- Bruno Podalydès: Fabrice
- Paul Blain: Sylvain
- Valeria Bruni Tedeschi: La dona del vident
- Gérard Depardieu: El vident
- Clara Tran: Actriu

## Producció

### Preproducció
El film té com a títol de treball Des lunettes noires.

### Rodatge
El rodatge té lloc a la Cruesa a mitjans de gener de 2017 (Sent Legèr de Garait, Arrena - roure de Sazeirat i La Sostrana) a continuació al tren que porta l'equip del film a París, on té lloc la continuació del rodatge.

## Acollida

### Acollida crítica
"La pel·lícula podria funcionar com tantes altres comèdies al voltant de les aventures sentimentals d'una dona de mitjana edat
- "La deliciosa incursió de Claire Denis en alguna cosa semblant a una comèdia romàntica conserva tot el segell de delicadesa sensual de la directora."[5]

- "Pot ser graciosa, fins i tot lleugera, però és increïblement perceptiva amb les vides i les relacions tan complicades que tenim, especialment quan hi ha membres de l'altre sexe pel mig."[6]

Juliette Binoche obté diverses nominacions pel seu paper:
- César a la millor actriu
- Premi Lumières a la millor actriu
- Globus de Cristal a la millor actriu
- Premi del cinema europeu a la millor actriu

### Selecció
- Festival de Canes 2017: Selecció a la Quinzena dels directors